# Convento de las Carboneras del Corpus Christi
El convento de las Carboneras del Corpus Christi, más conocido como “Convento de las Carboneras”, es un convento de Madrid, administrado por la orden de monjas jerónimas, y situado en la plaza del Conde de Miranda, con fachada a la del Cordón. Su curioso nombre se debe a un legendario cuadro de la Virgen Inmaculada que fue encontrado en una carbonera y donado al convento.

## Historia
Fue fundado en 1605 por Beatriz Ramírez de Mendoza (1556-1626), condesa viuda del Castellar y señora de Rivas, dama de la Reina Ana de Austria. La fundadora era sobrina de Juan Zapata de Cárdenas, obispo de Palencia fallecido en 1577, y parece que aplicó a esta fundación alguna manda pía de este prelado. Los terrenos en que fue edificado procedían de sus antepasados los Zapata. La primera abadesa fue sor Juana del Corpus Christi, hija de la fundadora, y también profesó aquí su madre. Ambas recibieron sepultura en el coro.
Aunque el proyecto se ha atribuido a Miguel de Soria, un simple maestro de obras, por sus innovaciones en el uso del ladrillo, así como la similitud con las obras de fray Alberto de la Madre de Dios han llevado a plantear la atribución a este arquitecto de Felipe III.
El templo fue declarado Bien de Interés Cultural en 1981.

## Características
El convento tiene un patio de clausura. El retablo mayor es obra del escultor barroco Antón de Morales, en su zona central se ubica un lienzo de la Última Cena de Vicente Carducho.